# Šalov
Šalov (em húngaro: Garamsalló) é um município da Eslováquia, situado no distrito de Levice, na região de Nitra. Tem 19,04 km² de área e sua população em 2018 foi estimada em 358 habitantes.

## Demografia
| Ano:        | 1994 | 2004   | 2014    | 2024   |
| ----------- | ---- | ------ | ------- | ------ |
| Broj ljudi: | 407  | 426    | 379     | 359    |
| Razlika:    |      | +4,66% | -11,03% | -5,27% |

| Ano:               | 2023 | 2024   |
| ------------------ | ---- | ------ |
| Número de pessoas: | 355  | 359    |
| Diferença:         |      | +1,12% |